# Nyctemera gonora
Nyctemera gonora är en fjärilsart som beskrevs av Swinhoe 1917. Nyctemera gonora ingår i släktet Nyctemera och familjen björnspinnare. Inga underarter finns listade i Catalogue of Life.